# Laguna de Contreras
Laguna de Contreras es un municipio de la provincia de Segovia, España, y una villa de dicho municipio, capital del mismo.
Situados en el nordeste de la provincia, el muncicipio limita con los de Sacramenia, Fuentidueña, Calabazas de Fuentidueña, Aldeasoña y con la provincia de Valladolid. Es recorrido por el río Duratón y los arroyos de la Vega, de la Hoz y de Turrubiel. La orografía está compuesta por vegas y altos que las circundan destacando la Parrilla, el Monte y el Campo de Cuevas.
En las laderas del monte proliferan las encinas, robles albares y sabinas. En las orillas de sus ríos y arroyos, los chopos, álamos y sauces.
El municipio comprende dos entidades de población, la villa de Laguna de Contreras y el lugar de Vivar de Fuentidueña, constituido en entidad local menor en 1964.
Las principales actividades económicas del municipio son la agricultura, destacando el cultivo del cereal, y la ganadería, actualmente en exclusiva de ganado ovino.

## Geografía

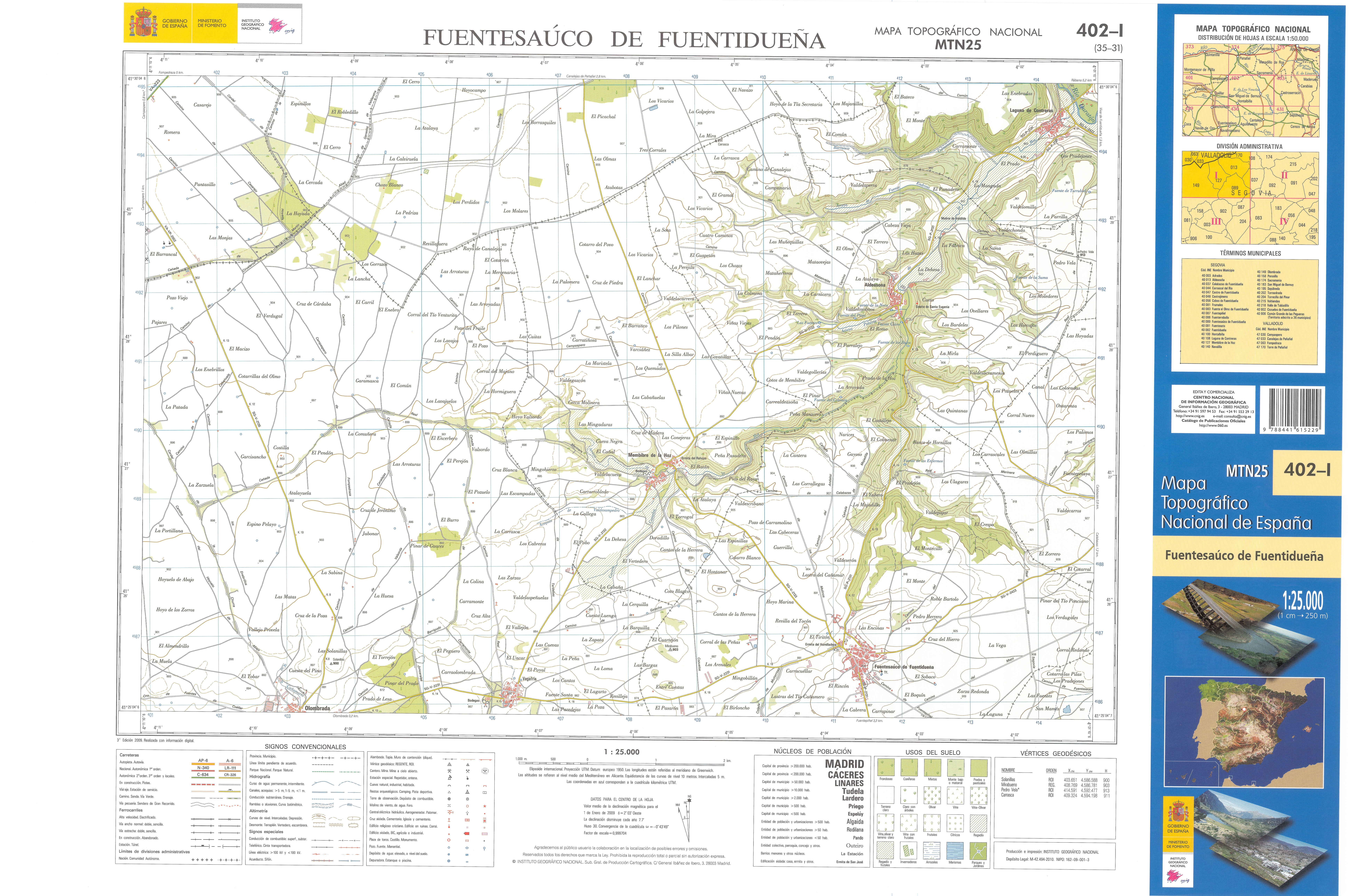
Fragmento de la hoja 402 del Mapa Topográfico Nacional de España de 2009 en el que se representa parte de Laguna de Contreras

La localidad de Laguna de Contreras se encuentra situada en la zona central de la península ibérica, en el extremo norte de la provincia de Segovia, tiene una superficie de 19,29 km², y sus coordenadas son 41°29′40″N 4°01′44″O / 41.49444, -4.02889.
| Noroeste: Torre de Peñafiel  | Norte: Rábano (Valladolid) | Noreste: Sacramenia               |
| Oeste: Canalejas de Peñafiel |                            | Este: Vivar de Fuentidueña        |
| Suroeste: Aldeasoña          | Sur: Aldeasoña             | Sureste: Calabazas de Fuentidueña |

### Clima
El clima de Laguna de Contreras es mediterráneo continentalizado, como consecuencia de la elevada altitud y su alejamiento de la costa, sus principales características son:
- La temperatura media anual es de 11,40 °C con una importante oscilación térmica entre el día y la noche que puede superar los 20 °C. Los inviernos son largos y fríos, con frecuentes nieblas y heladas, mientras que los veranos son cortos y calurosos, con máximas en torno a los 30 °C, pero mínimas frescas, superando ligeramente los 13 °C. El refrán castellano "Nueve meses de invierno y tres de infierno" lo caracteriza a la perfección.
- Las precipitaciones anuales son escasas (451,60mm) pero se distribuyen de manera relativamente equilibrada a lo largo del año excepto en el verano que es la estación más seca (72,80mm). Las montañas que delimitan la meseta retienen los vientos y las lluvias, excepto por el Oeste, donde la ausencia de grandes montañas abre un pasillo abierto al Océano Atlántico por el que penetran la mayoría de las precipitaciones que llegan a Laguna de Contreras.

| Precipitaciones por estación (mm) |        |        |          |        |
| Primavera                         | Verano | Otoño  | Invierno | TOTAL  |
| 131,70                            | 72,80  | 123,10 | 124,00   | 451,60 |

En la Clasificación climática de Köppen se corresponde con un clima Csb (oceánico mediterráneo), una transición entre el Csa (mediterráneo) y el Cfb (oceánico) producto de la altitud. A diferencia del mediterráneo presenta un verano más suave, pero al contrario que en el oceánico hay una estación seca en los meses más cálidos.
| Parámetros climáticos promedio de Aldeasoña en el periodo 1966-2003                                                             | Parámetros climáticos promedio de Aldeasoña en el periodo 1966-2003 | Parámetros climáticos promedio de Aldeasoña en el periodo 1966-2003 | Parámetros climáticos promedio de Aldeasoña en el periodo 1966-2003 | Parámetros climáticos promedio de Aldeasoña en el periodo 1966-2003 | Parámetros climáticos promedio de Aldeasoña en el periodo 1966-2003 | Parámetros climáticos promedio de Aldeasoña en el periodo 1966-2003 | Parámetros climáticos promedio de Aldeasoña en el periodo 1966-2003 | Parámetros climáticos promedio de Aldeasoña en el periodo 1966-2003 | Parámetros climáticos promedio de Aldeasoña en el periodo 1966-2003 | Parámetros climáticos promedio de Aldeasoña en el periodo 1966-2003 | Parámetros climáticos promedio de Aldeasoña en el periodo 1966-2003 | Parámetros climáticos promedio de Aldeasoña en el periodo 1966-2003 | Parámetros climáticos promedio de Aldeasoña en el periodo 1966-2003 |
| Mes | Ene.                                                                | Feb.                                                                | Mar.                                                                | Abr.                                                                | May.                                                                | Jun.                                                                | Jul.                                                                | Ago.                                                                | Sep.                                                                | Oct.                                                                | Nov.                                                                | Dic.                                                                | Anual                                                               |
| --- | ------------------------------------------------------------------- | ------------------------------------------------------------------- | ------------------------------------------------------------------- | ------------------------------------------------------------------- | ------------------------------------------------------------------- | ------------------------------------------------------------------- | ------------------------------------------------------------------- | ------------------------------------------------------------------- | ------------------------------------------------------------------- | ------------------------------------------------------------------- | ------------------------------------------------------------------- | ------------------------------------------------------------------- | ------------------------------------------------------------------- |
| Precipitación total (mm) | 44.00                                                               | 39.20                                                               | 30.70                                                               | 47.60                                                               | 53.40                                                               | 33.40                                                               | 18.60                                                               | 20.80                                                               | 27.50                                                               | 46.80                                                               | 48.80                                                               | 40.90                                                               | 451.60                                                              |
| Fuente: Ministerio de Agricultura, Alimentación y Medio Ambiente. Datos de precipitación para el periodo 1966-2003 en Aldeasoña |                                                                     |                                                                     |                                                                     |                                                                     |                                                                     |                                                                     |                                                                     |                                                                     |                                                                     |                                                                     |                                                                     |                                                                     |                                                                     |

La inversión térmica es frecuente en Laguna de Contreras, especialmente en invierno, en situaciones anticiclónicas fuertes que impiden el ascenso del aire y concentran la poca humedad en los valles, dando lugar a nieblas persistentes y heladas. Este fenómeno finaliza cuando al calentarse el aire que está en contacto con el suelo se restablece la circulación normal en la troposfera; suele ser cuestión de horas, pero en condiciones meteorológicas desfavorables la inversión puede persistir durante días.

## Historia

### Edad Media
En 912, Gonzalo Fernández, conde de Castilla reconquista Sacramenia y su comarca.
En 937, Fernán González, conde de Castilla, dona el cercano monasterio de Santa María de Cárdaba al monasterio de San Pedro de Arlanza.
En 943, Asur Fernández, conde de Monzón, dona tierras situadas entre Peñafiel y Sacramenia al monasterio de San Pedro de Cardeña.
En 983, Almanzor coquista Sacramenia y arrasa los escasos núcleos de población existentes en la comarca.
En 1013, Sancho García, conde de Castilla reconquista definitivamente Sacramenia y su comarca.
En 1123, una bula de Calixto II restaura la diócesis de Segovia dentro de cuyos límites se encuentra el municipio.
En 1130, Alfonso VII dona la iglesia de San Pedro de Revenga y la villa de Lagunillas, que está junto a ella, a la iglesia de Santa María de Segovia y a su obispo Don Pedro, por el perdón de sus pecados.
En 1139, en la bula del Papa Inocencio II por la que confirma al obispado de Segovia los términos que ya habían sido señalados en la bula de Calixto II se menciona expresamente la localidad.
En 1247, se separan las propiedades del cabildo catedralicio (señoría capitular) y las del obispado (señorío episcopal), Lagunillas permanece como señorío del obispo de Segovia.
En 1260, Lagunillas tiene una población de 20 vecinos y medio, aproximadamente 90 habitantes.
En 1277, Alfonso X concede un privilegio fiscal a todos los pueblos pertenecientes al obispado de Segovia entre ellos Lagunillas.
En 1291, los vecinos de Lagunillas, y otros pueblos pertenecientes al obispado de Segovia se quejan del excesivo rigor de los funcionarios reales encargados de recaudar el tributo de acémila y fonsadera.
En 1336, las tropas de Jaime II de Aragón, aliado de Don Juan Manuel, atraviesan el municipio en dirección a Peñafiel.

«...por todos estos logares por do pasaron fecieron muchos robos et mucho daño, quemando las aldeas et matando los omes, et levando et robando todo cuanto fallaban. Et desque llegaron a Peñafiel fecieron eso mesmo en termino de Curiel et en termino de Fuentidueña».

En 1349, la comarca es azotada por la peste negra.
En 1353, Pedro I de Castilla exime a Lagunillas, y otros pueblos pertenecientes al obispado de Segovia, de pagar el tributo de acémila y fonsadera.
En 1447, Juan de Cervantes y Bocanegra, cardenal y obispo de Segovia visita su diócesis, dejando constancia de todos los problemas que deben ser subsanados.

«Lagunillas. Fallo se que enel tiempo de Martín Ferrándes cura se perdió el rrelicario que podría valer fasta mill maravedíes según la enformaçión ove e dexó las possessiones del beneficio perdidas. Dy carta de embargo por todo en todos sus bienes
rrayses que ende dexó enel Bivar e rremato se la contienda que era entre los parrochianos e Pero Ferrándes Alvardero sobre el pan que desían que devie ala eglesia e quelo avía vendido a mayor previo e que lo contava a menos preçio e fallo se el contrario por escriptura e por juramento».

En 1480, Juan Arias de Ávila y González, obispo de Segovia, condona a Juan Téllez-Girón, señor de Peñafiel, y a todos los hijos y herederos de Rodrigo Téllez-Girón, maestre de Calatrava, sobre el trigo, cebada y centeno que el obispo tenía en Lagunillas y que tomaron las gentes del maestre durante el tiempo que existían diferencias entre Enrique IV de Castilla y su hermano Alfonso.

### Edad Moderna
En 1492, la Real Cancillería de los Reyes Católicos emite un seguro a favor de Lagunillas, que recela de Pedro de Luna y Manuel, señor de Fuentidueña, por la posesión de unos términos de su jurisdicción.
En 1493, se produce un pleito litigado por el concejo, justicia y regimiento de Lagunillas, con el concejo, justicia y regimiento de Fuentidueña, sobre jurisdicción y aprovechamiento de términos.
En 1495, las alcabalas del concejo de Lagunillas son establecidas mediante el sistema de encabezamiento en 14.500 maravedíes, 24 gallinas y ciertos quesos.
En 1501, el concejo de Lagunillas acepta que las alcabalas establecidas en el encabezamiento de 1495 se prorroguen cuatro años más (1502-1506).
En 1579, Felipe II incorpora Lagunillas a la corona a cambio de un juro de 3702 maravedíes anuales sobre las alcabalas de Segovia. A continuación, procede a su venta en pública subasta, el adjudicatario es Antonio Suárez de la Concha y Alonso, no obstante, los vecinos ejercen el derecho de tanteo y la adquieren por 1 701 335 maravedíes.
En 1642, Felipe IV concede el Vizcondado de Laguna de Contreras, título nobiliario previo al de conde de Cobatillas.
En 1647, los canteros cántabros, Pedro Díaz de Palacios y Martín de Solano, finalizan unas obras de reparación del puente sobre el río Duratón.
En 1648, los canteros cántabros, Melchor de Bueras y Pedro Díez de Alvear, inician nuevas obras de reparación del puente sobre el río Duratón.
En 1649, Concordia entre la Villa y Tierra de Fuentidueña y Laguna de Contreras por Vivar de Fuentidueña.
En 1661, Felipe IV concede el título de conde de Cobatillas a Luis Jerónimo de Contreras y Velázquez de Cuéllar.
En 1721, mojonera y renovación de mojones y cotos que dividen las jurisdicciones de la Villa y Tierra de Fuentidueña con la de Laguna de Contreras, por los pastos comunes.
En 1751, en el Catastro de Ensenada se afirma que la villa es un señorío que pertenece al marqués de Campo Real.
En 1783, en la villa de Laguna de Contreras existía 1 telar que fabricaba 400 varas de sayales y 4 telares que labraron 30.100 varas de cáñamo sobre una población de 50 vecinos.

### Edad Contemporánea
En 1834, a la caída del Antiguo Régimen la localidad de constituye en municipio constitucional en la región de Castilla la Vieja, partido judicial de Fuentidueña.
En 1835, el partido judicial de Fuentidueña se integra en el partido judicial de Cuéllar.
En 1845, el municipio de Vivar de Fuentidueña es anexionado por Laguna de Contreras (como entidad local menor) por tener menos de 30 vecinos. Ese mismo año, se organiza el puesto de la Guardia Civil en Fuentidueña, el municipio pertenece a su demarcación.
En 1847, en el Diccionario geográfico-estadístico-histórico de España y sus posesiones de Ultramar, publicado por Pascual Madoz, se ofrece esta descripción de Laguna de Contreras:

LAGUNA DE CONTRERAS: v. con ayunt. de la prov. y dióc. de Segovia (11 leguas), part. jud. de Cuellar (5), aud. Terr. y c. g. de Madrid (24): SIT. en el centro de un valle; le combaten con mas frecuencia los vientos N. y O. y su CLIMA frio es propenso á tercianas, cuartanas y pulmonías: Tiene 65 CASAS de mediana construcción; entre ellas un palacio muy ruinoso, del señor conde de Covatillas; una plaza, casa de ayunt. en la que está la cárcel, escuela de instrucción primaria común á ambos sexos á la que concurren 21 niños y 13 niñas que se hallan á cargo de un maestro dotado con 40 fan. de trigo, y una igl. Parr. (Ntra. Sra. de la Asunción), servida por un párroco cuyo curato es de 2.º ascenso y de provisión real y ordinaria; tiene por anejo á el Vivar de Fuentidueña en donde hay una igl. (la Exaltación de la Santa Cruz), cerca del pueblo se encuentra una ermita, San Pedro, propia del pueblo y sostenida por los fieles: se surten de aguas potables de varias fuentes esparcidas por el térm., entre las que se encuentra una de agua sulfurosa. El TERM. confina N. Rábano á una leg. ; E. el Vivar á 1/4 ; S. Sacramenia á 1 ; y O. Aldeasoña á ½: comprende un monte poblado de roble, encina y enebro, algún viñedo y varios prados; y le atraviesan el r. Duraton y 2 arroyos, los que reunidos se juntan en Peñafiel al Duero. El TERRENO es de mediana calidad. CAMINOS los que dirigen á los pueblos limítrofes; el CORREO se recibe de la adm. de Peñafiel por balijero, los martes y sábados, y salen miércoles y domingos. PROD.: trigo, cebada, centeno, avena, vino, alubias, cáñamo y patatas, mantiene ganado lanar, vacuno, mular y asnal; cria caza de liebres y conejos y pesca de barbos en el Duraton. IND. y COMERCIO: la agrícola, un molino harinero del señor conde de Covatilla y la esportacion de granos. POBL.: 61 vec., 213 alm. CAP. IMP.: 37,159. CONTR. según el cálculo general y oficial de la provincia 20'72 por 100.

En 1911, el municipio pasa a depender del puesto de la Guardia Civil de Sacramenia.
En 1988, el municipio abandona el partido judicial de Cuéllar para integrarse en el partido judicial de Sepúlveda.

## Demografía
Cuenta con una población de 115 habitantes (INE 2024).
| Gráfica de evolución demográfica de Laguna de Contreras entre 1842 y 2021 |
| |
| Población de derecho según los censos de población del INE Población de hecho según los censos de población del INEEn este censo se denominaba Laguna de Contrera: 1842 En 1857 crece el término del municipio porque incorpora a Vivar de Fuentidueña |

El municipio, que tiene una superficie de 19,29 km², cuenta según el padrón municipal para 2017 del INE con 118 habitantes y una densidad de 6,12 hab./km².
La población de Laguna de Contreras ha ido experimentando un importante descenso desde hace años debido al éxodo rural, especialmente significativo fue el periodo de 1960 a 1980, en que se redujo a menos de la mitad su número de habitantes debido a la emigración hacia las grandes ciudades, especialmente Madrid y Valladolid, sin embargo, a partir de los años ochenta, este descenso se desacelera debido principalmente a la reducción del ritmo migratorio.

## Administración y política
| Periodo   | Nombre                                                                            | Partido   |
| --------- | --------------------------------------------------------------------------------- | --------- |
| 1979-1983 | Moisés Regidor Parra                                                              | A.E.      |
| 1983-1987 | José Palomar Palomar                                                              | AP-PDP-UL |

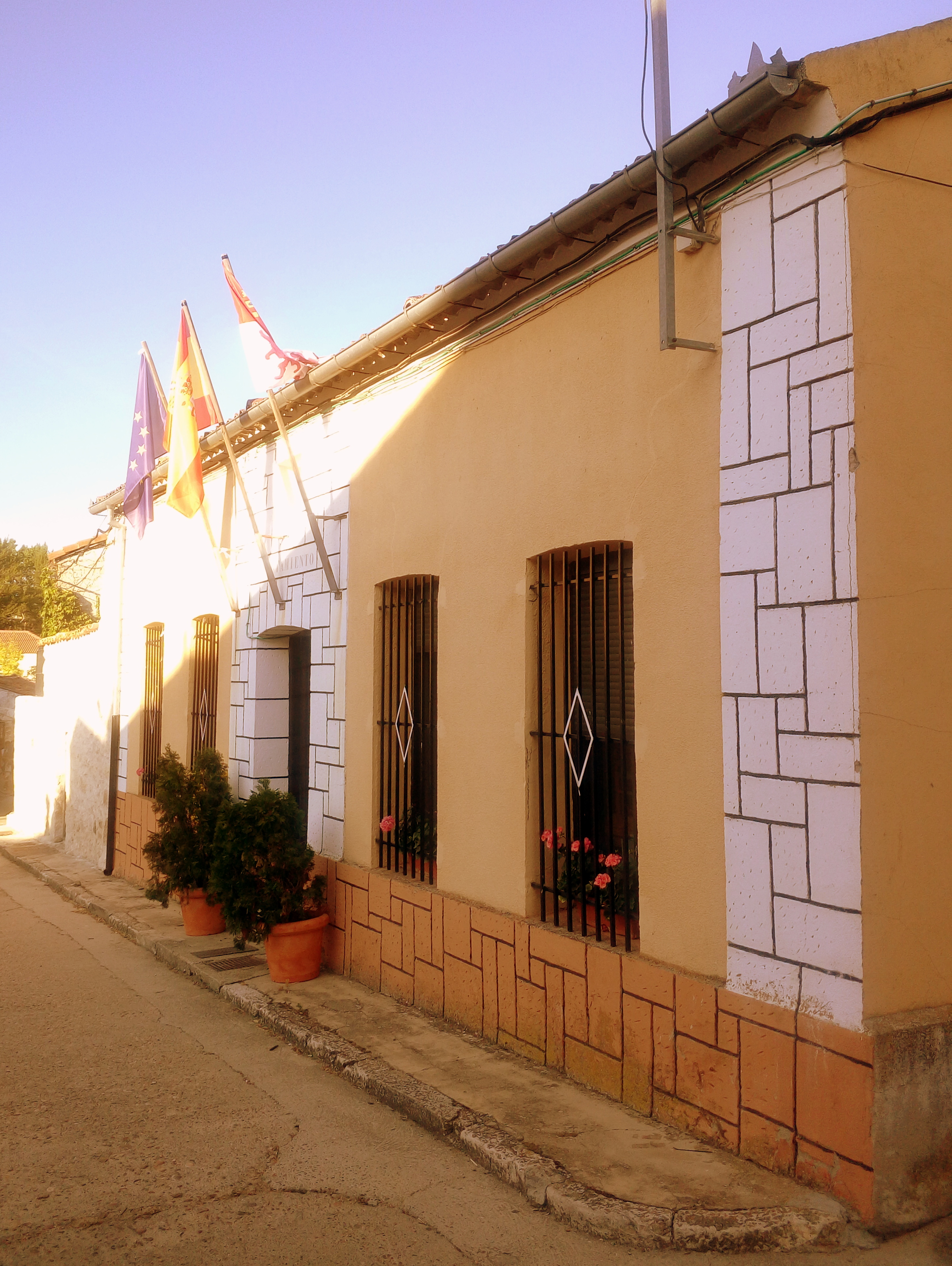
Casa consistorial

| 1987-1991 | Jesús Constancio García Andrés                                                    | AP        |
| 1991-1995 | Vidal Cano de la Fuente                                                           | PP        |
| 1995-1999 | Ángel Antonio Melero Melero                                                       | PP        |
| 1999-2003 | Ángel Antonio Melero Melero (1999-2000)Jesús Constancio García Andrés (2000-2003) | PP        |
| 2003-2007 | Vidal Cano de la Fuente                                                           | PP        |
| 2007-2011 | Santos Arranz Bravo                                                               | PP        |
| 2011-2015 | Santos Arranz Bravo                                                               | PP        |
| 2015-2019 | Santos Arranz Bravo                                                               | PP        |
| 2019-2023 | Ángel Rojo Palomar                                                                | CLC       |
| 2023-act. | Ángel Rojo Palomar                                                                | PP        |

## Patrimonio

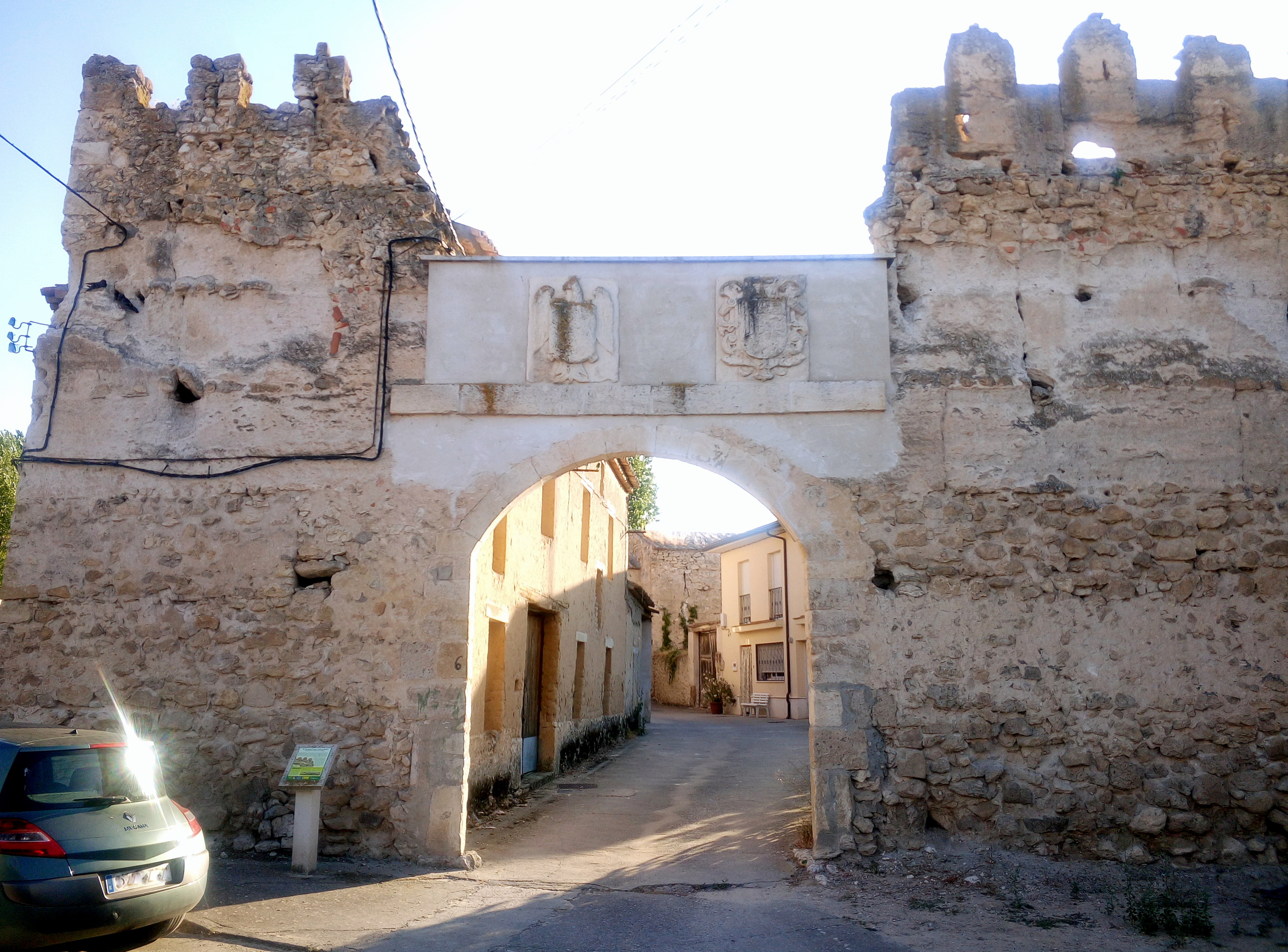
Palacio de los Contreras

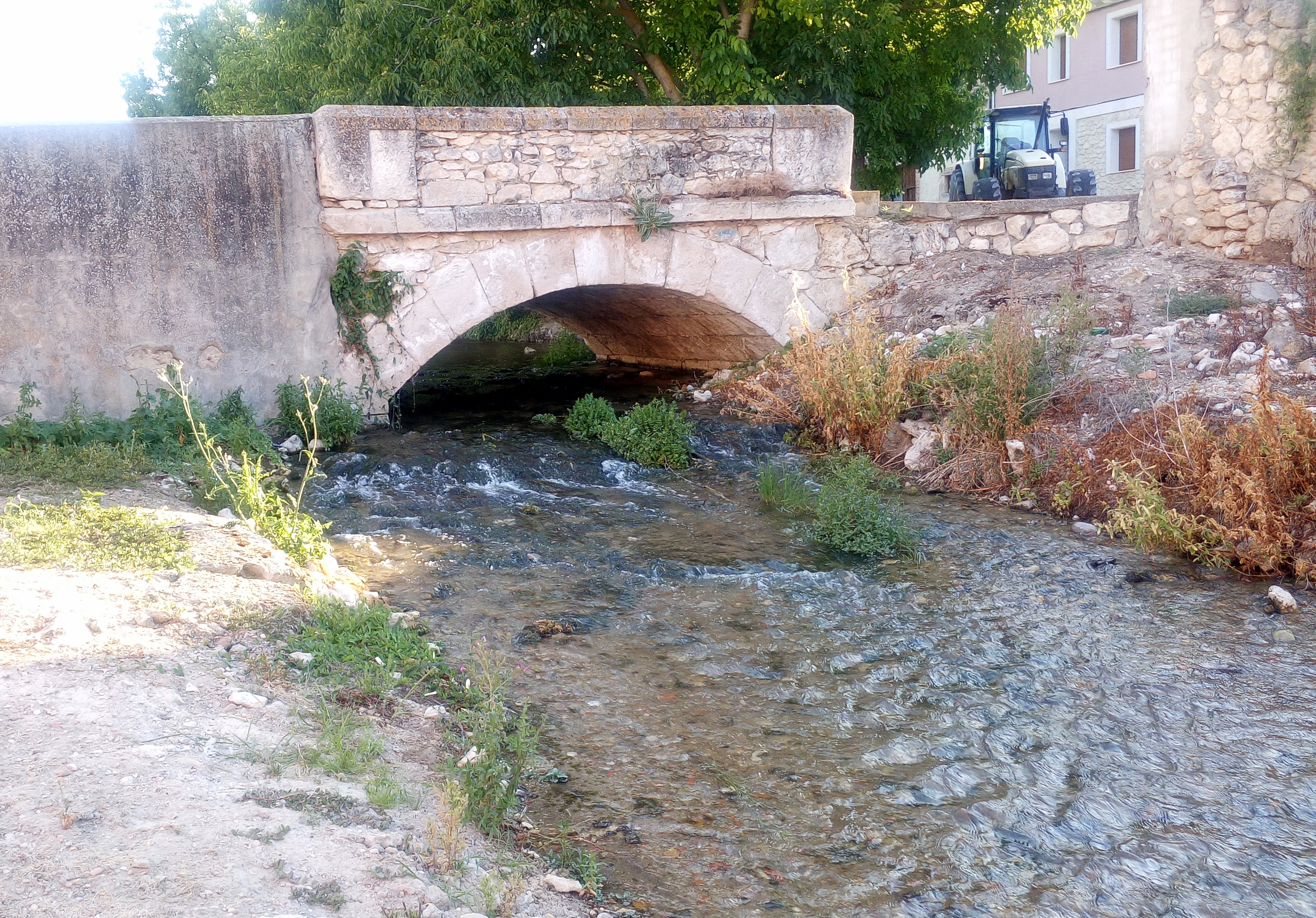
Puente sobre el arroyo de la Hoz

### Arqueológico
- Palacio de los Contreras

### Arquitectónico
- Iglesia parroquial de Nuestra Señora de la Asunción
- Ermita de San Pedro de Revenga
- Puente medieval

## Cultura

### Fiestas
- 20 de enero, festividad de San Sebastián
- 15 de agosto, festividad de Nuestra Señora de la Asunción
- 16 de agosto, festividad de San Roque

#### Artículos
- Bartolomé Herrero, Bonifacio (1995). «Una visita pastoral a la diócesis de Segovia durante los años 1446 y 1447». En la España Medieval (Madrid: Universidad Complutense de Madrid. Dept. de Historia Medieval) (18): 303-349. ISSN 0214-3038.
- Bartolomé Herrero, Bonifacio (1996). «El señorío temporal de los obispos de Segovia en la Edad Media». Anuario de Estudios Medievales (Alcobendas: Consejo Superior de Investigaciones Científicas (CSIC) e Institución Mila y Fontanals. Dept. de Estudios Medievales) (26): 191-220. ISSN 0066-5061.
- Asenjo González, María (1997). «Encabezamientos de alcabalas en Segovia y su episcopalía (1495-1506)». En la España Medieval (Madrid: Universidad Complutense de Madrid. Dept. de Historia Medieval) (20): 251-280. ISSN 0214-3038.
- Faya Díaz, María Ángeles (1998). «La venta de jurisdicciones eclesiásticas en la Corona de Castilla durante el reinado de Felipe II». Felipe II (1527-1598). Europa y la Monarquía Católica (Madrid: Editorial Parteluz, S.L.) (Tomo II): 239-304. ISBN 978-84-8230-026-9.

#### Libros
- Larruga y Boneta, Eugenio (1791). Memorias políticas y económicas sobre los frutos, comercio, fábricas y minas de España: con inclusión de los reales decretos, órdenes, cédulas, aranceles y ordenanzas expedidas para su gobierno y fomento. Institución "Fernando el Católico". ISBN 978-84-7820-249-2.
- González Echegaray, María del Carmen (1925). Artistas cántabros de la edad moderna : su aportación al arte hispánico: (diccionario biográfico-artístico). Universidad de Cantabria. ISBN 978-84-87412-58-5.
- Hernánsanz Navas, Justo (1985). Fuentidueña y su alfoz: notas histórico-arqueológicas. Autoedición. ISBN 978-84-398-4817-2.
- Villar García, Luis-Miguel (1990). Documentación medieval de la Catedral de Segovia (1115-1300). Salamanca: Ediciones Universidad de Salamanca, Ediciones Universidad de Deusto. ISBN 84-7481-601-7.
- García de Cortazar y Ruiz de Aguirre, José Ángel; Teja, Ramón (2006). Monjes y monasterios hispanos en la alta Edad Media. Aguilar de Campoo: Fundación Santa María la Real, Centro de Estudios Románicos. ISBN 978-84-89483-98-9.
- Herrero Hernánsanz, César (2006). Guía cultural de Fuentidueña y rutas culturales de Castilla. Autoedición. ISBN 978-84-611-1366-8.
- Cuéllar Lázaro, Juan (2007). Fuentidueña: comunidad de villa y tierra. Alcobendas: Real del Catorce, S.L. ISBN 978-84-935572-4-9.